# Blacqueville
Blacqueville est une commune française située dans le département de la Seine-Maritime en région Normandie.

## Géographie
La commune est située à 25 km de Rouen entre les villes de Barentin et d'Yvetot. 
Les communes à proximité de Blacqueville sont : Fréville, Carville-la-Folletière, Mesnil-Panneville, Mont-de-l'If, Croix-Mare, La Folletière, Villers-Écalles, Bouville, Betteville...
Les villes proches de Blacqueville sont : Yvetot, Barentin et Duclair à 10 km, Maromme à 16 km, Déville-lès-Rouen et Canteleu à 17 km.
| Saint-Martin-de-l'If   | Croix-Mare         | Mesnil-Panneville |
| Carville-la-Folletière | Blacqueville       | Bouville          |
| Saint-Martin-de-l'If   | Épinay-sur-Duclair | Saint-Paër        |

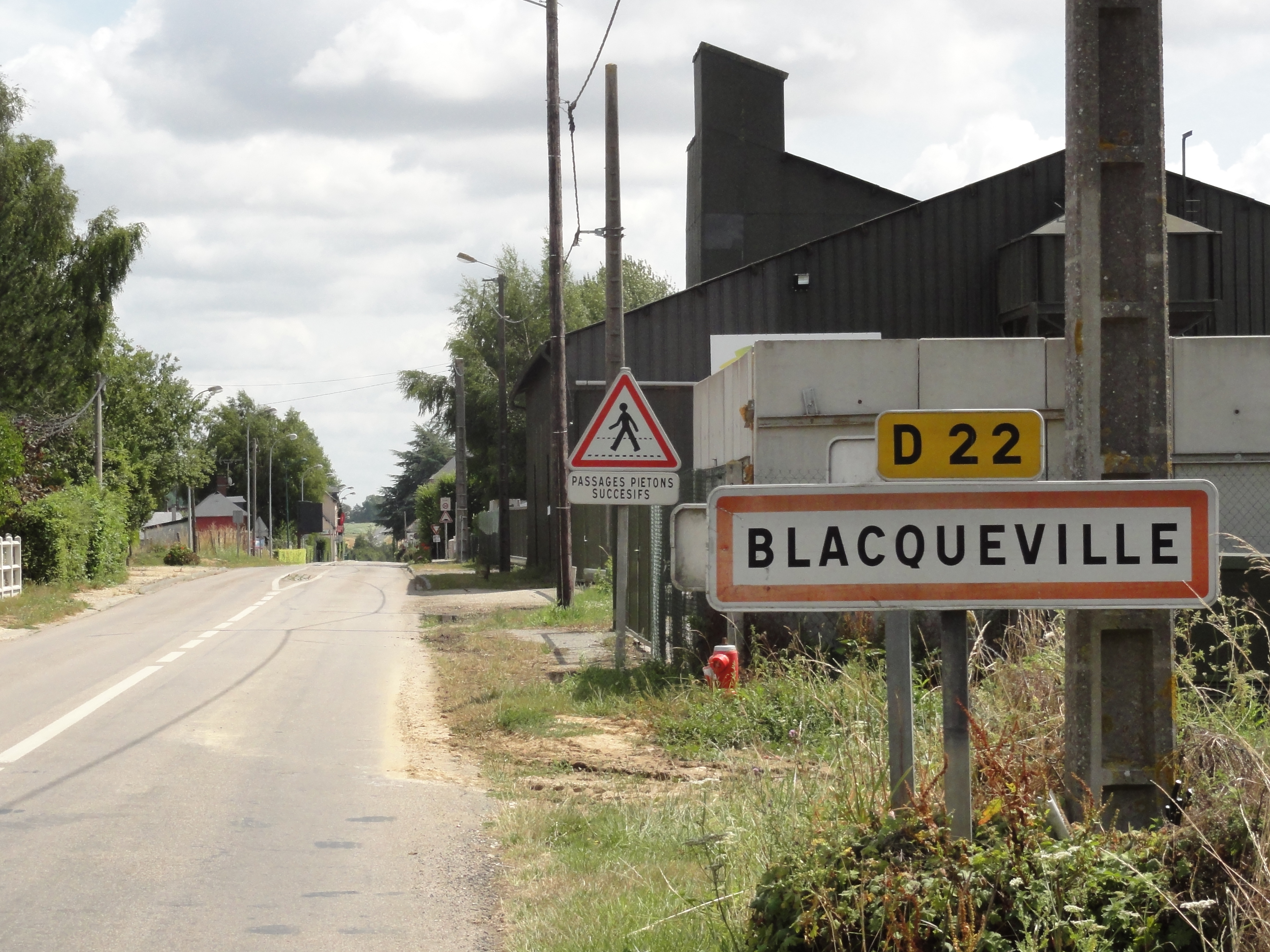
Entrée de Blacqueville.
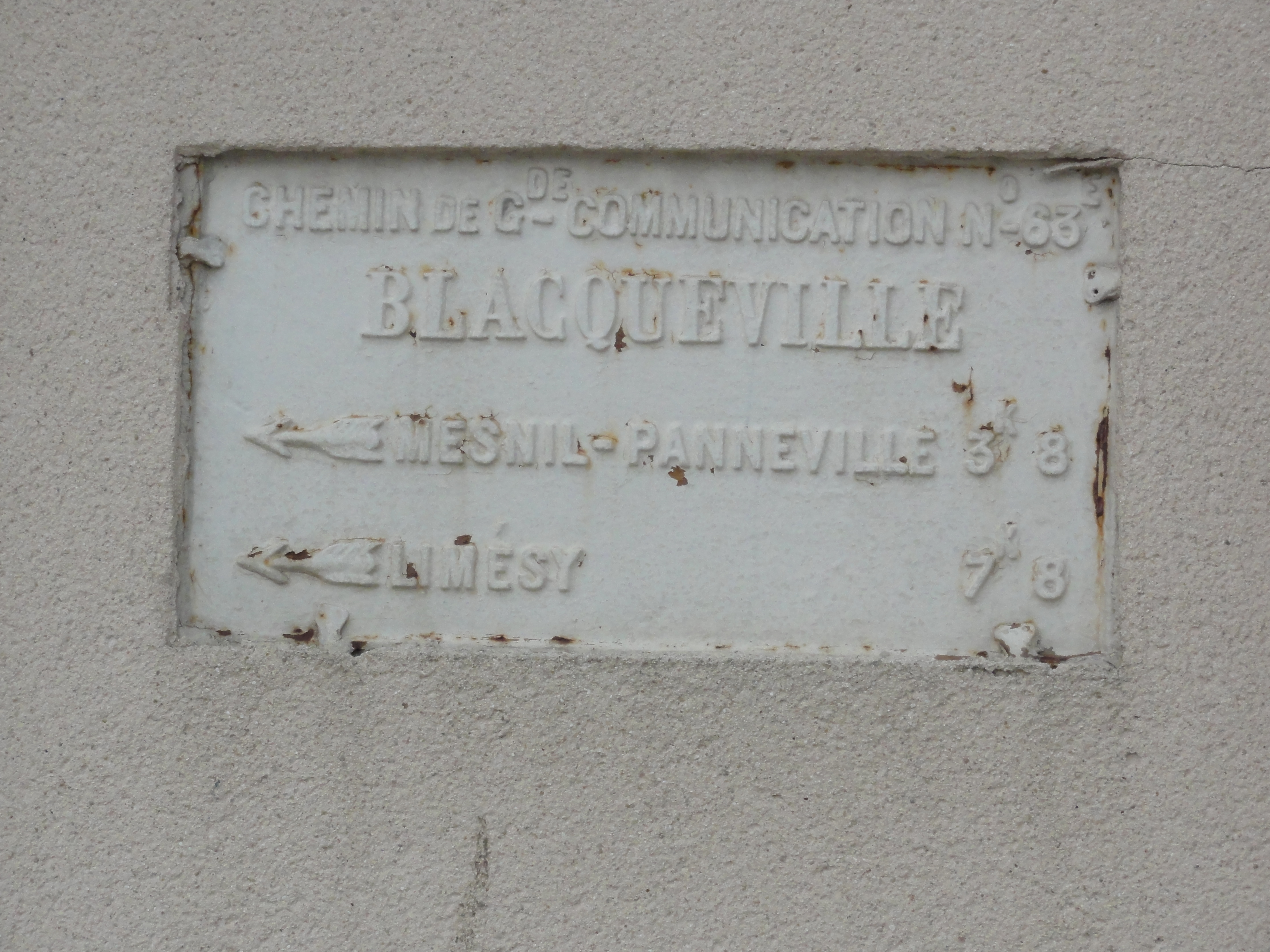
Plaque de cocher.

### Hydrographie
La commune est située dans le bassin Seine-Normandie. Elle n'est drainée par aucun cours d'eau,.

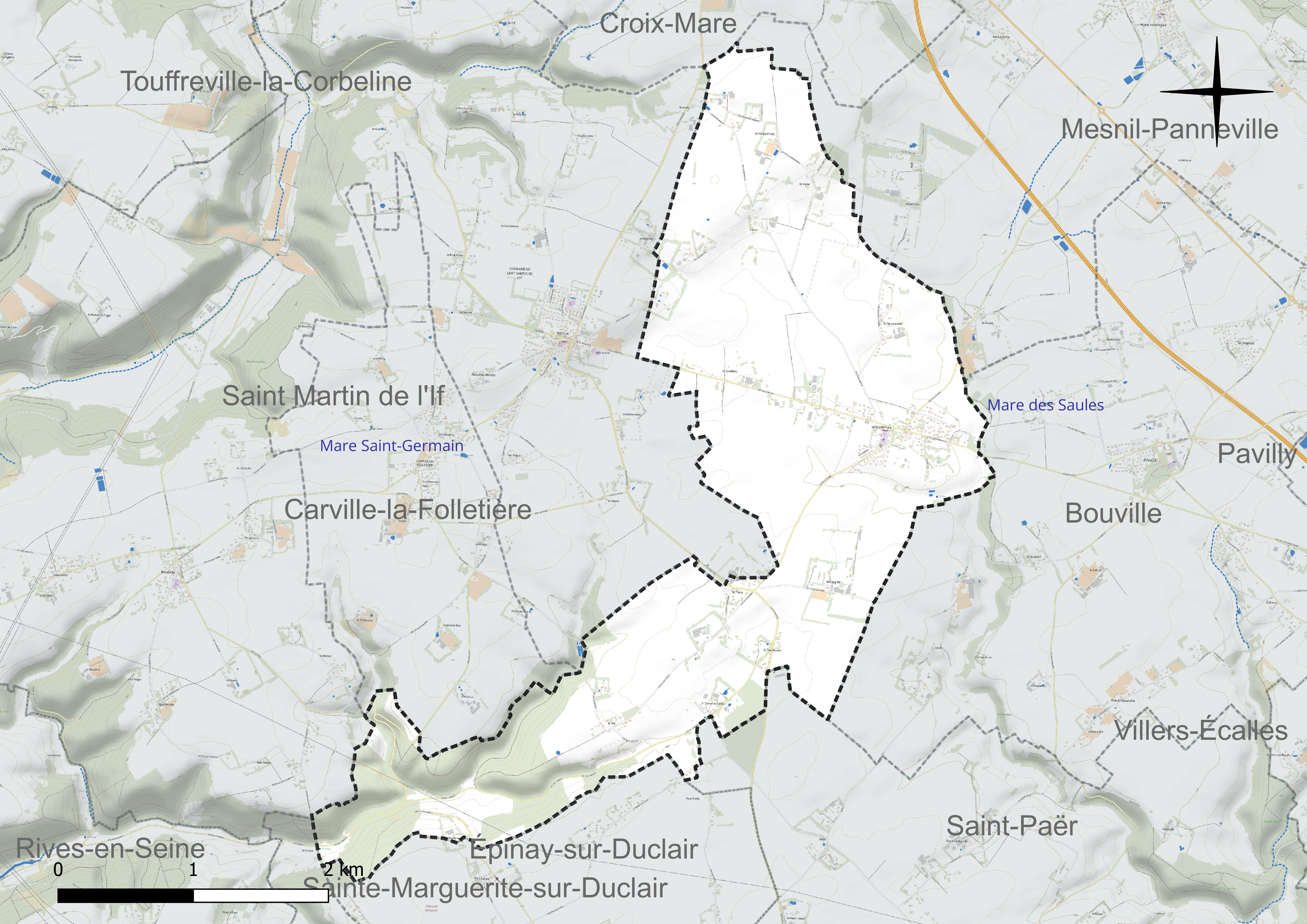
Réseau hydrographique de Blacqueville.

### Climat
Pour des articles plus généraux, voir Climat de la Normandie et Climat de la Seine-Maritime.
En 2010, le climat de la commune est de type climat océanique franc, selon une étude du CNRS s'appuyant sur une série de données couvrant la période 1971-2000. En 2020, Météo-France publie une typologie des climats de la France métropolitaine dans laquelle la commune est exposée à un climat océanique et est dans la région climatique Côtes de la Manche orientale, caractérisée par un faible ensoleillement (1 550 h/an) ; forte humidité de l’air (plus de 20 h/jour avec humidité relative > 80 % en hiver), vents forts fréquents. Parallèlement le GIEC normand, un groupe régional d’experts sur le climat, différencie quant à lui, dans une étude de 2020, trois grands types de climats pour la région Normandie, nuancés à une échelle plus fine par les facteurs géographiques locaux. La commune est, selon ce zonage, exposée à un « climat maritime », correspondant au Pays de Caux, frais, humide et pluvieux, légèrement plus frais que dans le Cotentin.
Pour la période 1971-2000, la température annuelle moyenne est de 10,4 °C, avec une amplitude thermique annuelle de 13,3 °C. Le cumul annuel moyen de précipitations est de 877 mm, avec 13,1 jours de précipitations en janvier et 8,5 jours en juillet. Pour la période 1991-2020, la température moyenne annuelle observée sur la station météorologique la plus proche, située sur la commune d'Ectot-lès-Baons à 10 km à vol d'oiseau, est de 10,8 °C et le cumul annuel moyen de précipitations est de 905,5 mm,. Pour l'avenir, les paramètres climatiques de la commune estimés pour 2050 selon différents scénarios d'émission de gaz à effet de serre sont consultables sur un site dédié publié par Météo-France en novembre 2022.

## Urbanisme

### Typologie
Au 1er janvier 2024, Blacqueville est catégorisée commune rurale à habitat dispersé, selon la nouvelle grille communale de densité à sept niveaux définie par l'Insee en 2022.
Elle est située hors unité urbaine. Par ailleurs la commune fait partie de l'aire d'attraction de Rouen, dont elle est une commune de la couronne,. Cette aire, qui regroupe 317 communes, est catégorisée dans les aires de 200 000 à moins de 700 000 habitants,.

### Occupation des sols
L'occupation des sols de la commune, telle qu'elle ressort de la base de données européenne d’occupation biophysique des sols Corine Land Cover (CLC), est marquée par l'importance des territoires agricoles (83,9 % en 2018), une proportion sensiblement équivalente à celle de 1990 (84,4 %). La répartition détaillée en 2018 est la suivante : 
terres arables (63,8 %), prairies (16,7 %), forêts (12,9 %), zones agricoles hétérogènes (3,4 %), zones urbanisées (3,2 %). L'évolution de l’occupation des sols de la commune et de ses infrastructures peut être observée sur les différentes représentations cartographiques du territoire : la carte de Cassini (XVIIIe siècle), la carte d'état-major (1820-1866) et les cartes ou photos aériennes de l'IGN pour la période actuelle (1950 à aujourd'hui).

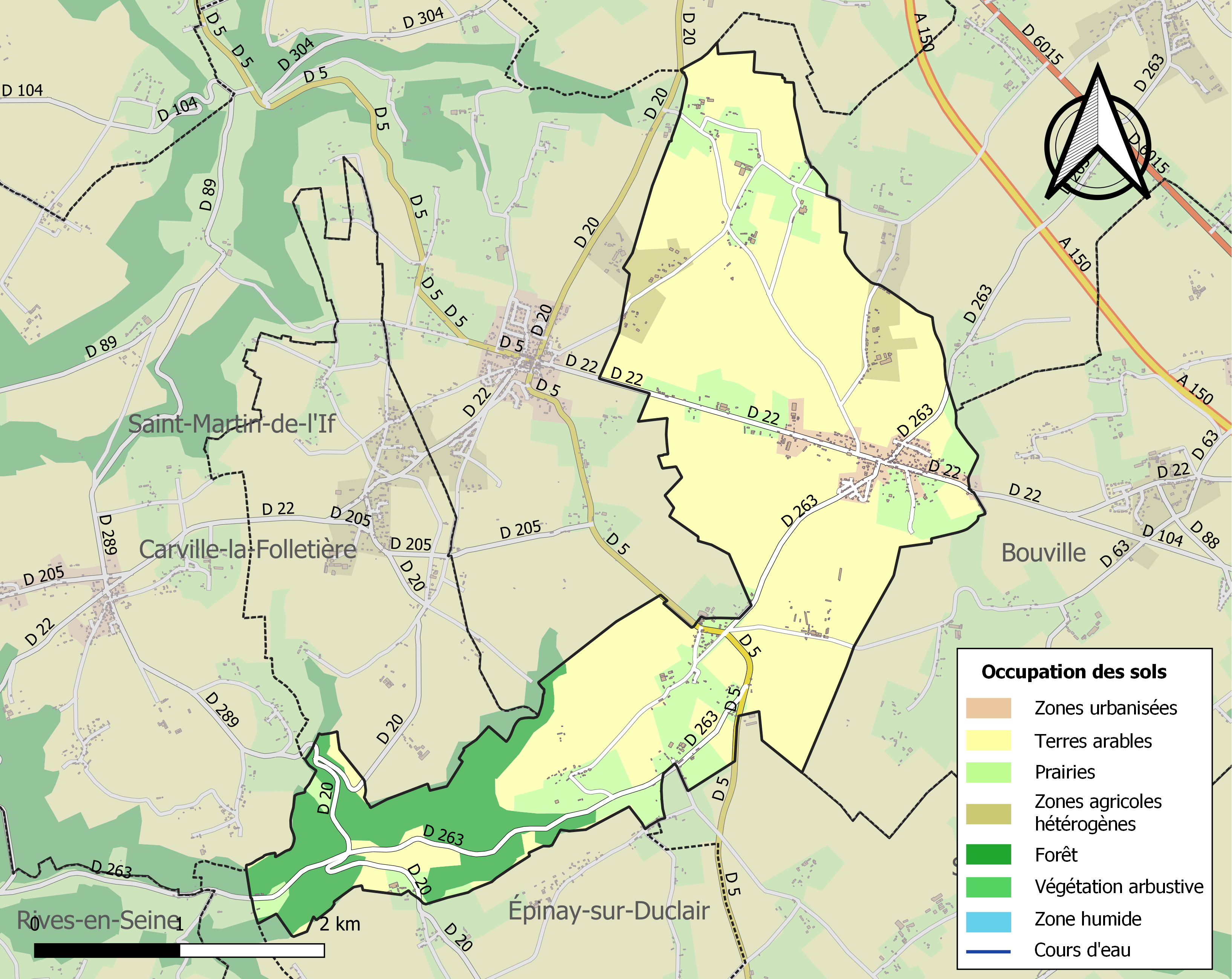
Carte des infrastructures et de l'occupation des sols de la commune en 2018 (CLC).

### Voies de communication et transports
La commune est desservie par la ligne de car régional Nomad 526 qui va à Rouen.

## Toponymie
Le lieu est attesté sous la forme Blachrevilla vers 1080.
Il s'agit d'une formation toponymique médiévale en -ville au sens de « domaine rural » (terme issu du gallo-roman VILLA « grand domaine rural »). Le premier élément Blacque- est, comme dans la plupart des noms en -ville, un anthroponyme : le nom du propriétaire.
François de Beaurepaire propose le nom de personne vieux norrois Blakkr, surnom basé sur l'adjectif signifiant « sombre, brun grisâtre » (même racine que l'anglais black « noir », issu du vieil anglais blæc « sombre, foncé, brun gris »). Cet anthroponyme rare est porté entre autres par Blakkr, un des scaldes du roi Sverrir Sigurðarson.
Il existait aussi en moyen anglais, d'autres termes proches phonétiquement et sémantiquement blake, bleach, bleike au sens de « pale, jaune », ainsi que l'anglais moderne bleak qui remonterait au vieux norrois bleikr « blanc, brillant ». Le mot normand blèque « blet, blette » n'est pas une altération phonétique du terme français, mais appartient bien plutôt à cette famille de mots. Il se superpose au vieux norrois bleikr et au vieux saxon blēc.
Remarque : le maintien du [r] dans l'élément Blacre- / Blachre- est insolite, car généralement il s'est amuï pour ce type de nom de personne en -r, peut-être s'agit-il d'une trace phonétique telle que l'aurait laissée l'anthroponyme norrois Blákári ?
On retrouve le nom de personne Blakkr dans Le Chamblac, commune de l'Eure (Campus Blaque 1234), dans les anciens hameaux de Blactot (à Carentan, Manche et dans le pays de Caux) et Blacquemare à Beuzeville (Eure) combinés respectivement avec les appellatifs norrois topt > -tot et marr > mare.

## Histoire
Le célèbre théologien et moine Jean Golein est né à Blaqueville-en-Caux vers l'an 1325.
La seigneurie de Blacqueville dont le siège se trouvait dans un château autrefois au lieu-dit de Bellegarde fut érigée, avant 1487, en vicomté par la réunion de quatre fiefs. Cette petite vicomté avait droit de haute justice sur les habitants. Elle relevait féodalement de la baronnie de Montville.
Les quatre fiefs dépassaient largement les limites de la paroisse. En voici la composition : 1/ la terre et la châtellenie de Sainte-Croix des Ifs, relevant de Montville 2/ le plein fief de haubert nommé Bellegarde (dit Blacqueville), relevant aussi de Montville 3/ le 1/8 de fief nommé Hermenonville avec son manoir appelé « la pierre » 4/ le 1/8 de fief de haubert nommé Houdetot assis aussi sur Blacqueville. Le siège du fief est aujourd'hui difficile à situer car ce lieu-dit a disparu.
Sur la paroisse de Blacqueville existaient d'autres fiefs indépendants de la vicomté : Le Mesnil-Grand-Avoine et le Neufbosc.

## Politique et administration

### Rattachements administratifs et électoraux
Rattachements administratifs
La commune se trouve dans l'arrondissement de Rouen du département de la Seine-Maritime.
Elle faisait partie depuis 1801 du canton de Pavilly. Dans le cadre du redécoupage cantonal de 2014 en France, cette circonscription administrative territoriale a disparu, et le canton n'est plus qu'une circonscription électorale.
Rattachements électoraux
Pour les élections départementales, la commune fait partie depuis 2014 du canton de Barentin
Pour l'élection des députés, elle fait partie de la cinquième circonscription de la Seine-Maritime.

### Intercommunalité
Blacqueville était membre de la petite communauté de communes du Plateau Vert, un établissement public de coopération intercommunale (EPCI) à fiscalité propre créé fin 2001 et auquel la commune avait transféré un certain nombre de ses compétences, dans les conditions déterminées par le code général des collectivités territoriales.
Dans le cadre des dispositions de la loi portant nouvelle organisation territoriale de la République du 7 août 2015, qui prévoit que les établissements publics de coopération intercommunale (EPCI) à fiscalité propre doivent avoir un minimum de 15 000 habitants, cette intercommunalité a été supprimée, et Blacqueville a intégré le 1er janvier 2017, la communauté de communes Caux-Austreberthe dont est désormais membre la commune.

### Sports

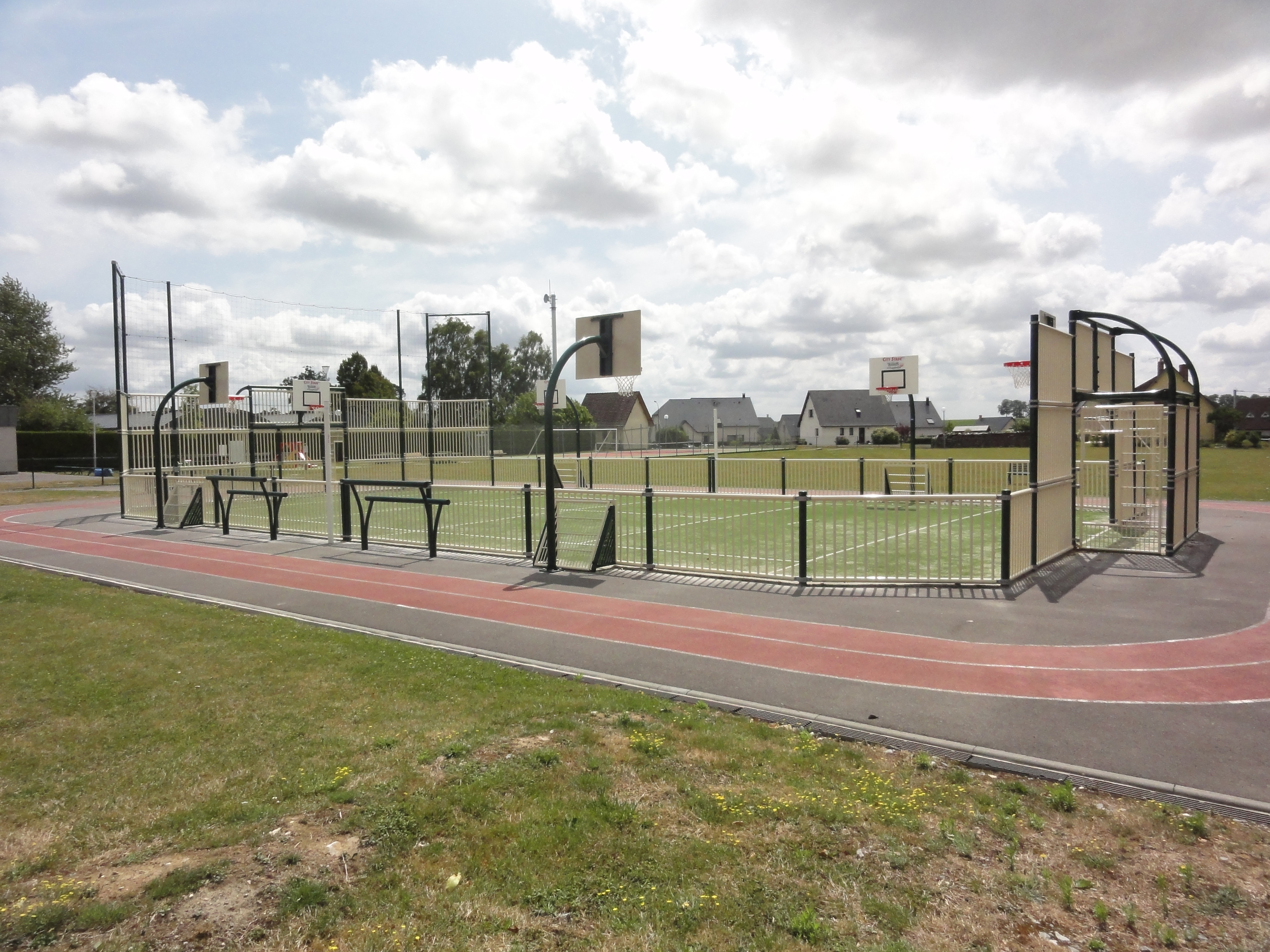
Le terrain multisports.

### Liste des maires
| Période                                  | Période                    | Identité                                            | Étiquette | Qualité |
| ---------------------------------------- | -------------------------- | --------------------------------------------------- | --------- | --- |
| Les données manquantes sont à compléter. |                            |                                                     |           | |
| 1793                                     |                            | François Bocquet                                    |           | |
| 1799                                     |                            | Robert Jean-Baptiste Lorgery (fils) né en juin 1766 |           | Laboureur |
| 1816                                     |                            | François Gelee                                      |           | Fabricant d'huile, propriétaire de quatre moulins |
| 1848                                     |                            | Pascal Leguillon                                    |           | Nommé maire provisoire à la suite de la dissolution de la municipalité en avril 1848                                                                                    |
| 1852                                     |                            | Jean-Baptiste Duperron né en mars 1814              |           | Cultivateur propriétaire, |
| 1868                                     |                            | Jules Denier                                        |           | |
| 1891                                     |                            | Olivier Avenel                                      |           | |
| 1892                                     |                            | Albert Morel                                        |           | |
| 1896                                     |                            | Édouard Dupont                                      |           | |
| 1911                                     |                            | Gustave Follet                                      |           | |
| 1925                                     |                            | Henri Grandsire                                     |           | |
| 1829                                     |                            | Émile Sannier                                       |           | |
| 1945                                     |                            | Augustin Langnel                                    |           | |
| mars 1959                                | mars 1983                  | Gabriel Sannier                                     |           | Agriculteur |
| mars 1983                                | mars 2001                  | Jean Baray                                          |           | Agriculteur |
| mars 2001                                | En cours (au 11 août 2020) | Sylvain Bulard                                      | UMP → LR  | Cadre de la fonction publique Vice-président de la CC du Plateau Vert (2014 → 2016) Vice-président de la CC Caux-Austreberthe (2017 → ) Réélu pour le mandat 2020-2026, |

## Population et société

### Démographie
L'évolution du nombre d'habitants est connue à travers les recensements de la population effectués dans la commune depuis 1793. Pour les communes de moins de 10 000 habitants, une enquête de recensement portant sur toute la population est réalisée tous les cinq ans, les populations de référence des années intermédiaires étant quant à elles estimées par interpolation ou extrapolation. Pour la commune, le premier recensement exhaustif entrant dans le cadre du nouveau dispositif a été réalisé en 2007.

En 2022, la commune comptait 683 habitants, en évolution de −1,44 % par rapport à 2016 (Seine-Maritime : +0,35 %, France hors Mayotte : +2,11 %).
| 1793 | 1800 | 1806 | 1821 | 1831 | 1836 | 1841 | 1846 | 1851 |
| ---- | ---- | ---- | ---- | ---- | ---- | ---- | ---- | ---- |
| 785  | 875  | 824  | 760  | 771  | 771  | 718  | 688  | 631  |

| 1856 | 1861 | 1866 | 1872 | 1876 | 1881 | 1886 | 1891 | 1896 |
| ---- | ---- | ---- | ---- | ---- | ---- | ---- | ---- | ---- |
| 621  | 564  | 524  | 515  | 482  | 480  | 478  | 483  | 440  |

| 1901 | 1906 | 1911 | 1921 | 1926 | 1931 | 1936 | 1946 | 1954 |
| ---- | ---- | ---- | ---- | ---- | ---- | ---- | ---- | ---- |
| 473  | 458  | 436  | 366  | 361  | 336  | 328  | 350  | 359  |

| 1962 | 1968 | 1975 | 1982 | 1990 | 1999 | 2006 | 2007 | 2012 |
| ---- | ---- | ---- | ---- | ---- | ---- | ---- | ---- | ---- |
| 337  | 340  | 288  | 446  | 529  | 536  | 588  | 595  | 623  |

| 2017 | 2022 | - | - | - | - | - | - | - |
| ---- | ---- | - | - | - | - | - | - | - |
| 707  | 683  | - | - | - | - | - | - | - |

## Culture locale et patrimoine

### Lieux et monuments
- L'église paroissiale Notre-Dame de Blacqueville a fait l'objet d'importants travaux en plusieurs phases à partir de 2008 en commençant par le clocher-porche. Il était construit en bois dans sa partie supérieure et recouvert d'ardoise. Il a remplacé une tour carrée en pierre située jadis entre la nef et le chœur, mais effondrée dans l'après-midi du mardi 5 septembre 1815. À cette occasion, la toiture s'écrasa sur le chœur, détruisant le maître autel, la sacristie, la chapelle de la Sainte Vierge, mais aussi les deux autres autels situés à l'entrée de la nef. On remonta en urgence les murs et la couverture. Les travaux sont bien visibles aujourd'hui dans la maçonnerie de remplissage entre le chœur et la nef. Cinq ans plus tard, les Blacquevillais n'avaient toujours pas de clocher. Un architecte dessina plusieurs projets de « clocher porche » pour former un avant corps en harmonie avec le reste. La commune, et non pas la fabrique paroissiale, entreprit les travaux après juillet 1821. On utilisa du moellon blanc ou caillou avec chaîne de brique. Par souci d'économie, les encoignures en pierre provenaient de la démolition de l'ancien clocher. La nef de l'église en pierre blanche est ancienne mais avec des travaux entre le Moyen Âge et la Révolution. Quelques dates rappellent l'époque des rénovations. Le chevet du sanctuaire est plat, sans ouverture, avec un grand retable. La sacristie à droite a été refaite avant 1879.

Cette église était à la présentation des religieux de l'abbaye Sainte-Catherine du Mont. Ce droit aux religieux fut contesté en 1711 par Jacques de Lannoy, seigneur du Vertot, de Bellegarde, qui prétendait avoir le droit de présenter alternativement à la cure avec les religieux. On lui reconnut finalement la qualité de patron honoraire.
- Le monument aux morts.

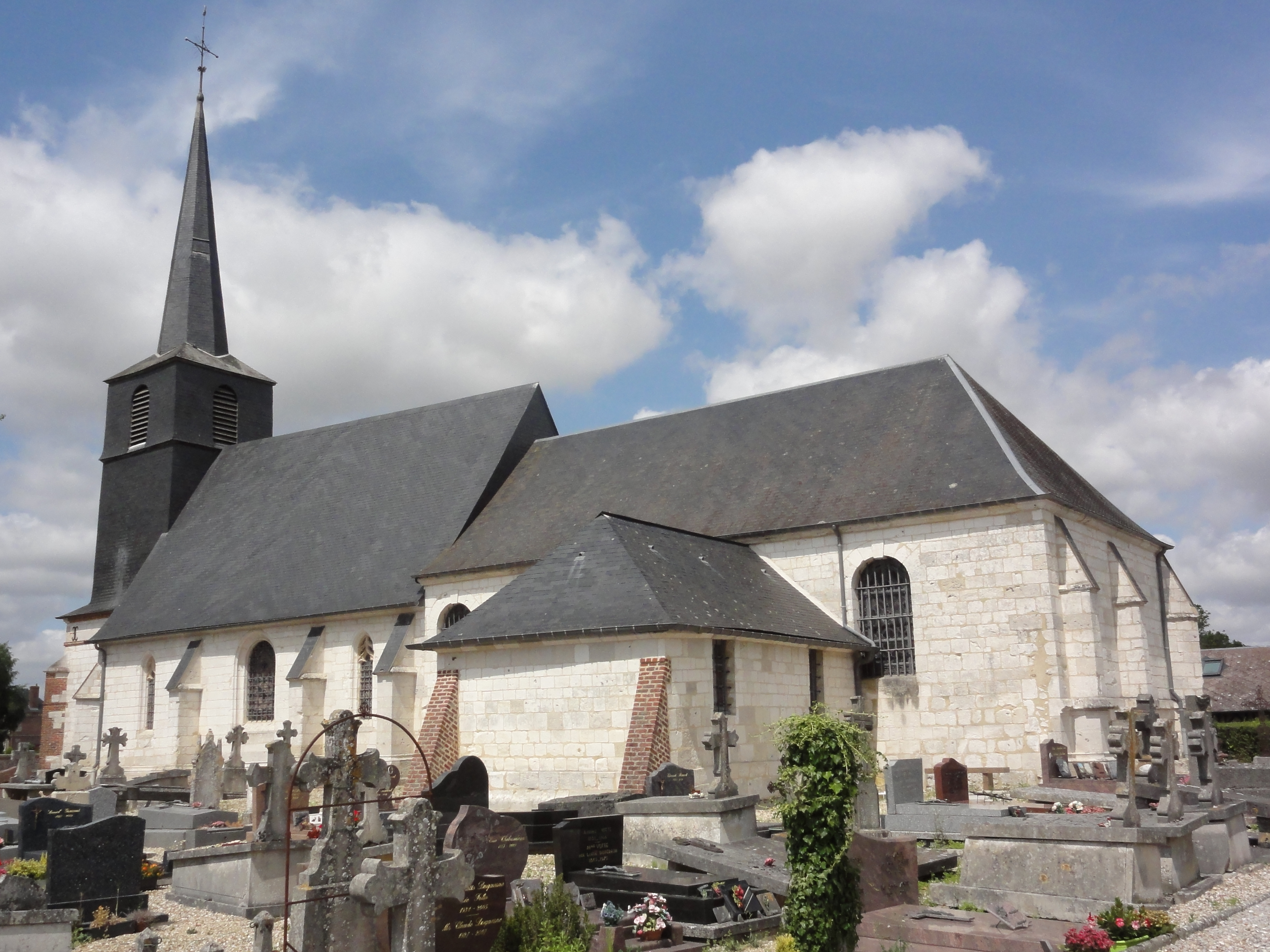
L'église Notre-Dame, le chœur et la nef.
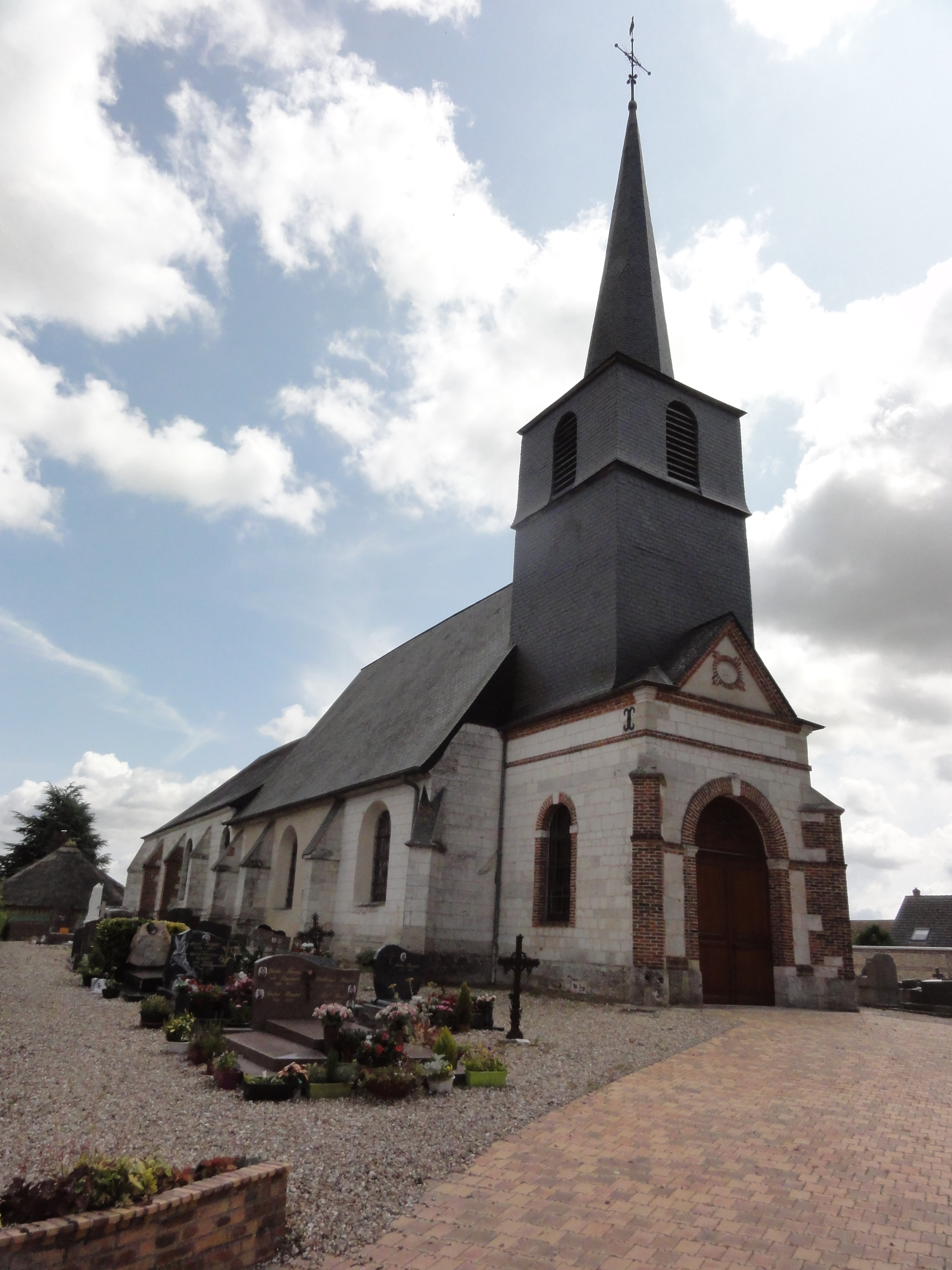
L'église Notre-Dame, le clocher-porche.
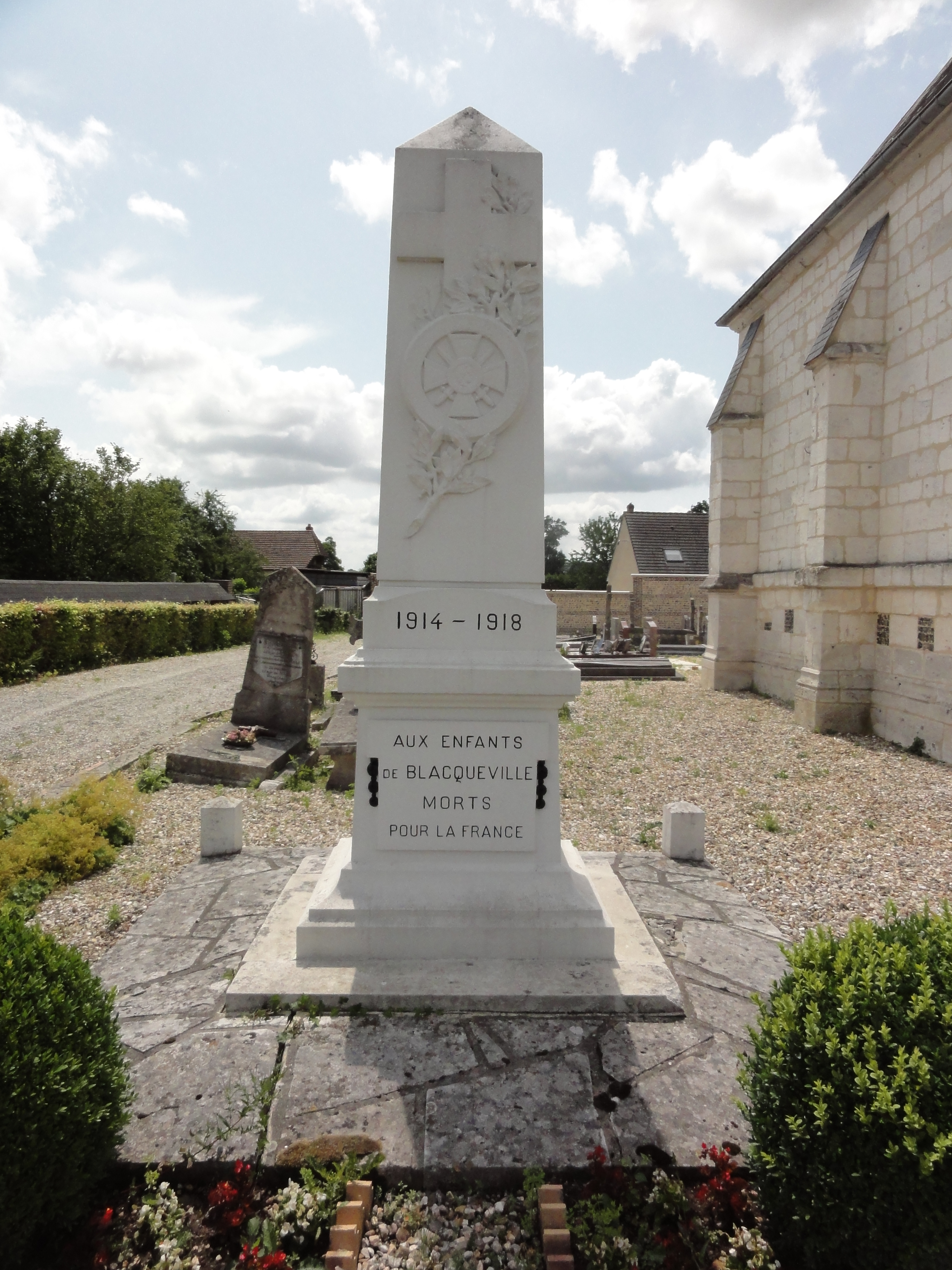
Le monument aux morts.
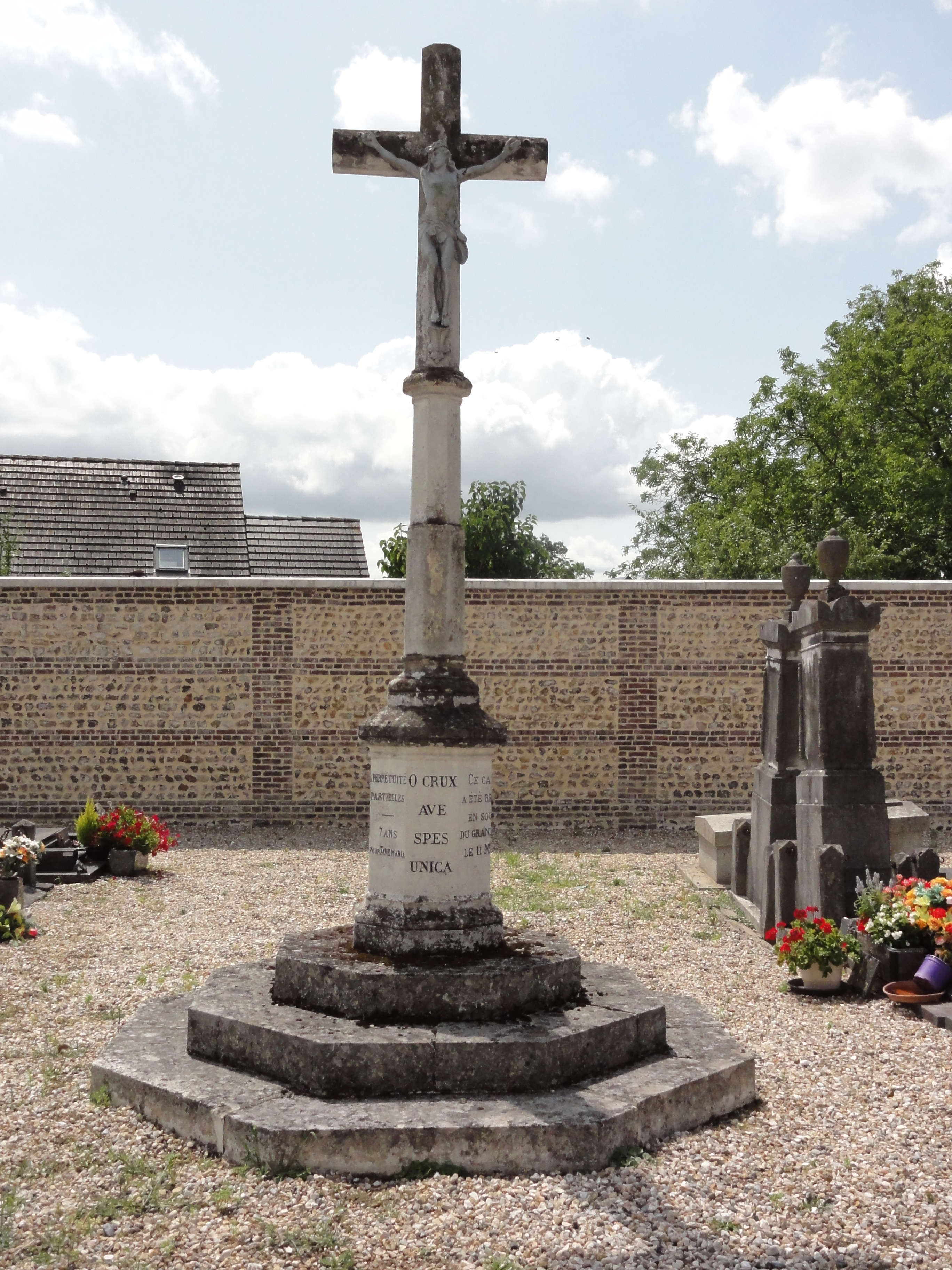
La croix du cimetière.

### Personnalités liées à la commune
- Jean Golein, né à Blacqueville vers 1320, théologien et traducteur de Charles V.